# Anno 1800
Anno 1800 es un videojuego de construcción de ciudades en tiempo real y elementos de juego de estrategia, desarrollado por Related Designs y Blue Byte y publicado por Ubisoft. Se estrenó en abril de 2019. Es el séptimo juego de la serie Anno, y vuelve a utilizar un escenario histórico ya precedido, después de los dos últimos títulos: Anno 2070 y Anno 2205. El juego tiene lugar durante el período de la Revolución Industrial del siglo XIX.

## Trasfondo
Anno 1800 tiene lugar a comienzos del siglo XIX, en los albores de la era industrial. El juego incluye un modo campaña histórica, un modo de construcción libre y un tercero multijugador. A diferencia que su predecesor, las sesiones de combate y de construcción de ciudades no están separadas. Los mapas son generados aleatoriamente y las gestiones de compra y venta de bienes y artículos se pueden hacer y enviar en los mismos plazos que los otros juegos de la saga.

## Información
El "modo planos" de Anno 1800 es una de las nuevas incorporaciones a la serie. Ayuda al jugador al permitirle planificar su ciudad con edificios de planos recortados, sin gastar recursos valiosos para construirlos. Si un jugador quiere construir un edificio, pero tiene recursos insuficientes, también puede colocar un plano del edificio para más adelante construirlo, cuando haya adquirido más recursos. Una vez que se realiza la planificación y se reúnen los recursos necesarios, cada edificio en el plano se puede construir con un solo clic. El juego permite que turistas acudan a las ciudades que consideren atractivas, lo que permitirá contribuir a la economía y a los ingresos de la misma urbe.